# Gian Francesco de' Maineri

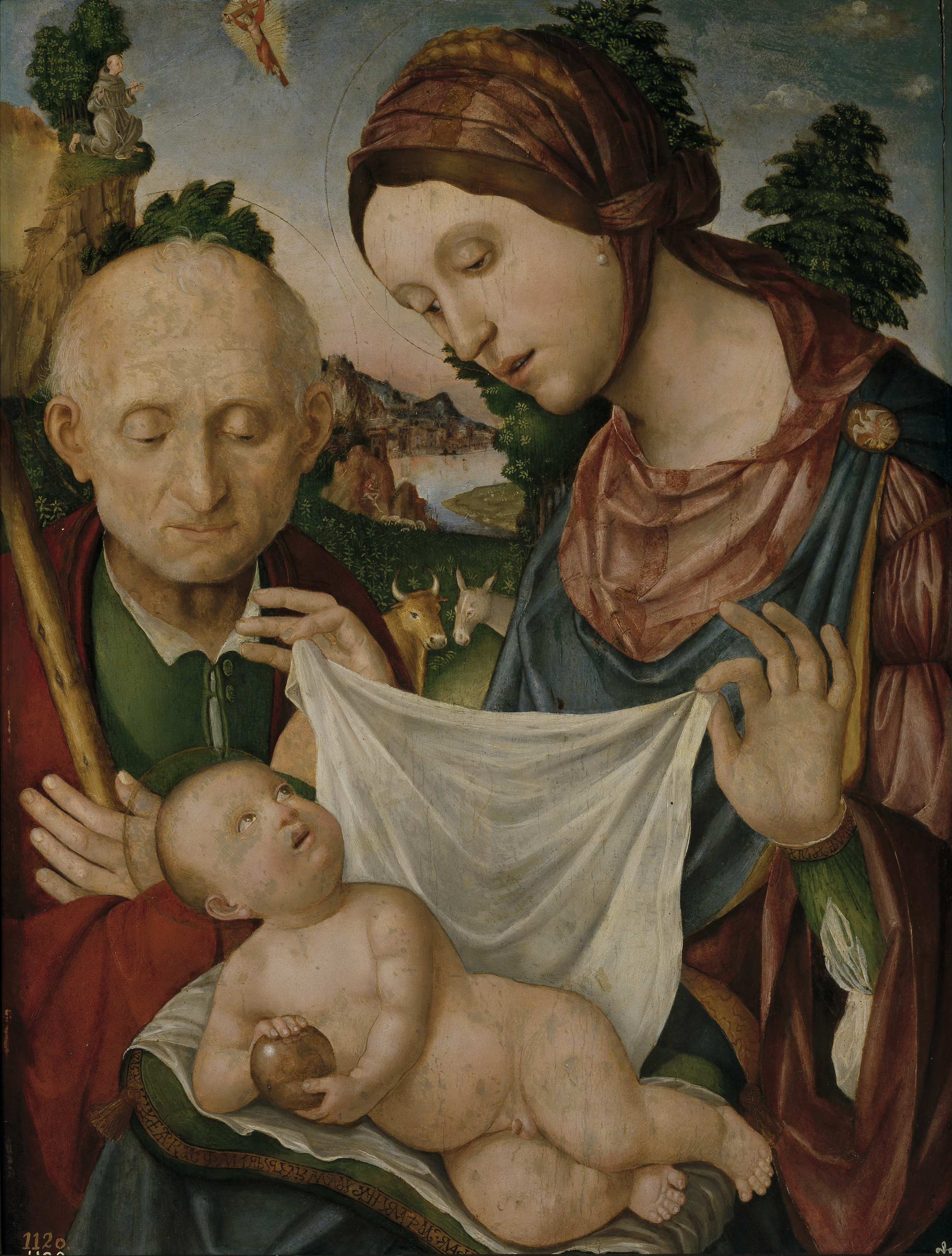
La Virgen y San José adorando al Niño, óleo sobre tabla, 63 x 48 cm, Madrid, Museo del Prado.

Gian Francesco de' Maineri (fl. 1489 – 1506), fue un pintor renacentista italiano activo en Ferrara y Mantua.
Nacido en Parma e hijo de un pintor, es probable que completase su formación en el taller de Ercole de' Roberti. Trabajó en la corte de los Este en Ferrara. Trabajó principalmente en la pintura de pequeñas obras devocionales intensamente emotivas como el Cristo con la cruz a cuestas del que se conocen réplicas en los Uffizi de Florencia y en el Museo del Ermitage entre varias otras, o la Flagelación de Cristo del Museo Poldi Pezzoli, pintada sobre pergamino probablemente con destino a la ilustración de un códice. Otro tema repetido en su producción es el de la Sagrada Familia (Museo del Prado). 
En la National Gallery de Londres se conserva una tela de altar conocida como la «Pala Strozzi» con la Virgen, el Niño y santos Julián y Juan el Bautista, pintada para el oratorio de la Concepción en la iglesia de San Francisco de Ferrara, completada por Lorenzo Costa, en la que corresponde a Maineri el trono ornamental muy detallado, con pequeñas pinturas a manera de predela.